# یسپر اسهولت
یسپر اِسهولت (به دانمارکی: Jesper Asholt) بازیگر اهل دانمارک است. وی از سال ۱۹۹۲ تا کنون مشغول به فعالیت هنری بوده‌است.
از فیلم‌هایی که وی در آن‌ها نقش داشته‌است، می‌توان به یک انسان به‌تمام معنا، کافه هکتور، دنیای منا، نورهای سوسوزننده و واپسین سرود میفونه اشاره نمود.